# Ивуарийско-мексиканские отношения
Ивуарийско-мексиканские отношения — двусторонние дипломатические отношения между Кот-д’Ивуаром и Мексикой. Страны являются членами Организации Объединённых Наций (ООН).

## История
Дипломатические отношения между государствами были установлены 13 ноября 1975 года. В 1981 году Кот-д’Ивуар открыл посольство в Мехико, однако в 1990 году оно было закрыто по финансовым причинам. В 1981 году министр иностранных дел Кот-д’Ивуара Симеон Аке посетил Мексику для участия в саммите Север-Юг в Канкуне. В марте 2002 года министр иностранных дел Кот-д’Ивуара Абудраман Сангаре посетил Мексику, чтобы принять участие в саммите Международной конференции по финансированию развития в Монтеррее. В 2004 году Кот-д’Ивуар вновь открыл посольство в Мексике.
Отношения между странами стали носить ограниченный характер во время Первой Ивуарийской войны (2002—2004 годы) и Второй Ивуарийской войны (2010—2011 годы). В 2009 году Мексика была непостоянным членом Совета Безопасности ООН и отвечала за соблюдение Резолюции 1572 про эмбарго на поставки оружия в Кот-д’Ивуар. В мае 2008 года два мексиканских сенатора посетили Кот-д’Ивуар и встретились с ивуарийскими парламентариями и с президентом Лораном Гбагбо.
В декабре 2013 года президент Мексики Энрике Пенья Ньето во время поездки в ЮАР для участия в похоронах Нельсона Манделы сделал остановку в Кот-д’Ивуаре. Энрике Пенья Ньето был принят в аэропорту ивуарийским министром нефти и энергетики Адама Тунгара. По возвращении домой в Мексику из ЮАР Энрике Пенья Ньето сделал вторую остановку в Кот-д’Ивуаре, где его встретил генеральный секретарь министерства иностранных дел Клод Дассис Беке.
В феврале 2016 года Национальный автономный университет Мексики вручил «Международную премию ЮНЕСКО-УНАМ Хайме Торреса Бодета» ивуарийскому поэту и писателю Бернару Бинлину Дадье за современную литературу об африканском континенте. В мае 2019 года министр иностранных дел Кот-д’Ивуара Марсель Амон-Тано нанес визит в Мексику и встретился с министром иностранных дел Мексики Марсело Эбрардом. В ходе визита представители обеих стран подчеркнули важность укрепления двустороннего политического диалога.

## Двусторонние соглашения
Между государствами подписано несколько двусторонних соглашений, таких как: Меморандум о взаимопонимании по созданию механизма консультаций по вопросам, представляющим взаимный интерес (1999 год); Соглашение о сотрудничестве в области образования и культуры (1999 год); Меморандум о взаимопонимании между ProMéxico и Центром содействия инвестициям Кот-д’Ивуара (2016 год) и Меморандум о взаимопонимании в области академического сотрудничества между министерствами иностранных дел обеих стран.

## Торговля
В 2018 году объём товарооборота между странами составил сумму 98 миллионов долларов США. Экспорт Кот-д’Ивуара в Мексику: какао, орехи и миндаль. Экспорт Мексики в Кот-д’Ивуар: нефть. Мексиканская транснациональная компания Sukarne представлена в Кот-д’Ивуаре.

## Дипломатические представительства
- У Кот-д’Ивуара есть посольство в Мехико[8].
- Интересы Мексики представлены в Кот-д’Ивуаре через посольство в Рабате (Марокко)[9] и почётное консульство в Абиджане[10].